# Marianne Lange-Weinert
Marianne Lange-Weinert (* 11. September 1921 in Magdeburg; † 14. Dezember 2005 in Kleinmachnow) war eine Kulturfunktionärin, Lektorin, Übersetzerin und Autorin von Abhandlungen zur Kinder- und Jugendliteratur sowie eines autobiografischen Jugendbuches, das in der DDR zur sozialistischen Standardlektüre Heranwachsender wurde und in 17 Auflagen erschien.

## Leben
Marianne Lange-Weinert war die Tochter des Schriftstellers Erich Weinert und dessen erster Frau. In Magdeburg geboren, ging sie in München und danach in Berlin zur Schule. Ihr Zuhause war in der Künstlerkolonie. Aufgrund der KPD-Mitgliedschaft und somit kommunistisch geprägter Texte des Vaters, musste die Familie im März 1933 im Zuge einer Großrazzia der SA aus Berlin fliehen. Über die kurze Zwischenstation Schweiz, einen längeren Aufenthalt im dem Völkerbund unterstellten Saargebiet und anschließend einer Pariser Übergangszeit im Sommer 1935 gelangte sie noch 1935 in die Sowjetunion, wo Marianne Weinert an der Karl-Liebknecht-Schule ihre Schulausbildung beendete. Sie studierte daraufhin zwei Semester Pädagogik und Fremdsprachen an einer pädagogischen Hochschule in Moskau. 1943 verließ sie die Hochschule, um ihrem Zufluchtsland in einer Kolchose dienlich zu sein. 1945 ergab sich die Möglichkeit, als Dolmetscherin mit der Roten Armee unter Generaloberst Bersarin in Richtung Berlin zu ziehen und so aktiv an der Befreiung der Heimat vom Nationalsozialismus mitzuwirken.
Nach der Einnahme Berlins wurde sie im Haus des Rundfunks in der Masurenallee eingesetzt. 1947 schied sie aus der Armee aus und arbeitete in der Sowjetischen Militärverwaltung auf kulturpolitischem Gebiet. Nach der Gründung der DDR blieb sie in diesem Metier, und zwar wirkte sie im Kulturellen Beirat für das Verlagswesen, dem ihr Vater vorstand. Sie wechselte zum Staatlichen Filmkomitee als Redakteurin und entschied sich schließlich, ihren Lebensunterhalt als freiberufliche Lektorin und Übersetzerin zu bestreiten. Zu den von ihr übersetzten Werken gehören Brandnacht in der Taiga (Agnija Kusnezowa), Meine erste Liebe (Maria Krassawitzkaja) und Draußen vor der Stadt (Nikolai Bogdanow).

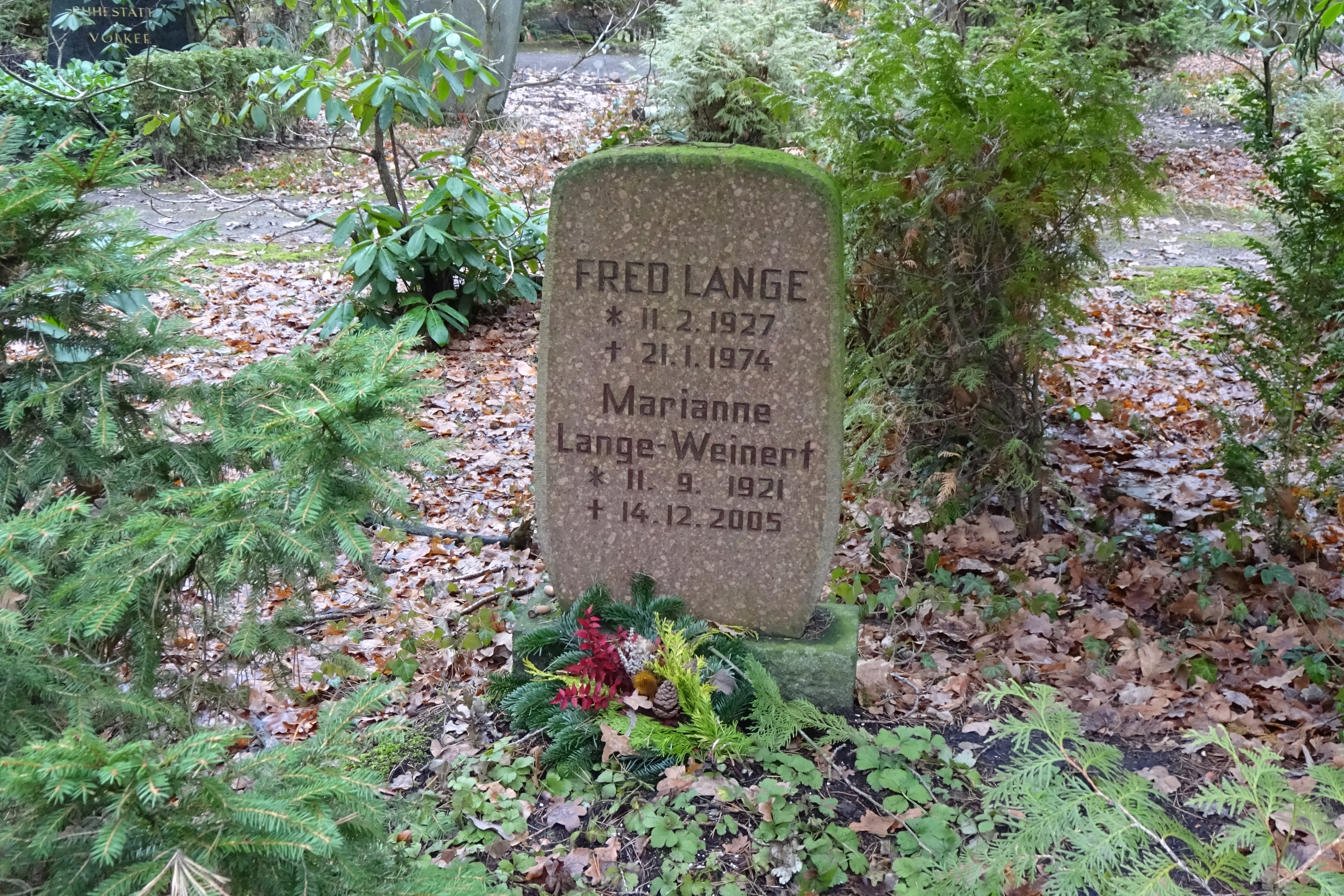
Grabstein auf dem Waldfriedhof Kleinmachnow

Von ihrem Umfeld wurde sie animiert, aus ihren Jugenderlebnissen ein Kinderbuch zu machen, was ihr sehr schwer fiel, weil ihr die üblichen Zensurabläufe aus eigenen Verlagsaufträgen vor Augen standen. Tatsächlich reduzierte man die rund tausend niedergeschriebenen Seiten auf 230 Druckseiten, die 1958 unter dem Titel Mädchenjahre im Kinderbuchverlag Berlin erschienen und ein großer und langanhaltender Erfolg, auch im sozialistischen Ausland, wurden. Aufgrund dessen nahm sie der Deutsche Schriftstellerverband in seine Reihen auf. Die Erzählung kennzeichne, heißt es im 2006 erschienenen Handbuch zur Kinder- und Jugendliteratur, „eine konventionelle, vormoderne, auf einem festen Weltbild basierende Erzählweise, die sich als sozialistischer Realismus versteht“. Das Buch wurde in die Schullehrpläne aufgenommen.
Lange-Weinerts freiberufliche Tätigkeit eröffnete ihr noch einmal die Chance auf Fortführung ihres Studiums. So schrieb sie sich 1959 als wissenschaftliche Aspirantin am Germanistischen Institut der Humboldt-Universität ein. Für ihr Fachgebiet Kinder- und Jugendliteratur wurde sie Lehrbeauftragte und publizierte auch Arbeiten darüber, beispielsweise beobachtete, kommentierte und interpretierte sie die Jugendbuchproduktion der BRD „von marxistischen Grundpositionen aus“.
Marianne Lange-Weinert lebte bereits zu DDR-Zeiten und bis zuletzt in Kleinmachnow. Ihr Grab befindet sich auf dem Waldfriedhof Kleinmachnow.

## Auszeichnungen
- 1985 Jubiläumsmedaille der UdSSR „40. Jahrestag des Sieges im Großen Vaterländischen Krieg 1941–1945“  (für ihren Kampf gegen den Hitlerfaschismus als Angehörige der Roten Armee)[8]